# Tallulah Falls (Geórgia)
Tallulah Falls é uma cidade  localizada no estado americano de Geórgia, no Condado de Habersham e Condado de Rabun.

## Demografia
Segundo o censo americano de 2000, a sua população era de 164 habitantes.
Em 2006, foi estimada uma população de 158, um decréscimo de 6 (-3.7%).

## Geografia
De acordo com o United States Census Bureau tem uma área de 22,1 km², dos quais 21,1 km² cobertos por terra e 1,0 km² cobertos por água. Tallulah Falls localiza-se a aproximadamente 524 m acima do nível do mar.

## Localidades na vizinhança
O diagrama seguinte representa as localidades num raio de 24 km ao redor de Tallulah Falls.